# Horas de Desespero
The Desperate Hours (Horas de Desespero , no Brasil e Portugal) é um filme norte-americano de 1955 dirigido por William Wyler, baseado em peça de Joseph Hayes, autor do roteiro.

## Sinopse
Família vive horas de tensão quando três bandidos invadem sua casa e a faz refém, enquanto esperam dinheiro para fugir.

## Elenco principal
- Humphrey Bogart ....  Glenn Griffin
- Fredric March ....  Dan C. Hilliard
- Arthur Kennedy ....  xerife Jesse Bard
- Martha Scott ....  Ellie Hilliard
- Dewey Martin ....  Hal Griffin
- Gig Young ....  Chuck Wright
- Mary Murphy ....  Cindy Hilliard
- Richard Eyer ....  Ralphie Hilliard
- Robert Middleton ....  Sam Kobish
- Alan Reed ....  detetive
- Bert Freed ....  Tom Winston
- Edmund Cobb .... Mr. Walling (não-creditado)

## Prêmios e indicações
- Prêmio Edgar Allan Poe (1956)

Vencedor da categoria melhor filme[carece de fontes?]
- National Board of Review (1955)

Vencedor na categoria melhor diretor[carece de fontes?]